# Ramzan Ahmatovici Kadîrov
Ramzan Ahmatovici Kadîrov (în cecenă, Къадар АхIмат-кIант Ръамазан, în rusă Рамзан Ахматович Кадыров) născut pe 5 octombrie 1976 în localitatea Țentoroi-Iurt, districtul Gudermesski, fosta Republică Autonomă Sovietică Socialistă Ceceno-Ingușă, este un om politic de origine cecenă, membru al Biroului Consiliului Suprem al Partidului "Rusia Unită", președinte al Republicii Cecenia din februarie 2007. Este fiul primului președinte al Republicii Cecenia, Ahmad Kadîrov.

## Biografie

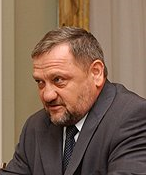
Ahmad Kadîrov

Ramzan Kadîrov se naște în anul 1976 în familia lui Ahmad Kadîrov și a Aimani Kadîrova. Familia Kadîrov face parte din unul dintre cele mai importante clanuri din Cecenia, Benoi. Ramzan studiază la liceul din Țentoroi-Iurt, apoi la Institutul de Afaceri și Drept din Mahacikala. 
Deși datele oficiale spun că Ramzan Kadîrov nu a participat la Primul Război Cecen din 1994-1996, există voci care confirmă participarea viitorului lider politic al Ceceniei la lupta împotriva forțelor militare rusești. 
După încheierea războiului acesta lucrează în calitate de asistent personal și gardă de corp a tatălui său, muftiu al Republicii Cecenia la acea vreme. Pe fondul radicalizării unor militanți și a apariției wahhabismului, din 1999 cei doi Kadîrov se alătură forțelor federale și luptă împotriva separatiștilor ceceni.

## Implicarea în politică
Începând cu anul 2000 Ramzan Kadîrov devine tot mai influent. Acesta devine membru, apoi șef al miliției speciale care se ocupa de siguranța persoanelor din conducerea Republicii Cecenia. Acesta participă la operațiuni speciale și este responsabil de negocierile cu separatiștii, pe care încearcă să-i convingă să treacă de partea guvernării pro-ruse. După alegerea tatălui său în calitate de președinte al republicii în 2003, Ramzan conduce grupul responsabil de asigurarea securității șefului statului.   
În 2003-2004 Ramzan Kadîrov deține funcția de locțiitor al prim-ministrului Ceceniei. 
Pe 13 mai 2004, la câteva zile după asasinarea lui Ahmad Kadîrov, în cadrul reuniunii comune a Consiliului de Stat și a Guvernului Ceceniei a fost semnată o declarație adresată lui Vladimir Putin în care i se cerea susținerea candidaturii lui Ramzan Kadîrov în alegerile prezidențiale și luarea tuturor măsurilor necesare, pentru a elimina obstacolele apărute în calea înregistrării acestuia. Conform articolul 66 din Constituția adoptată pe 23 martie 2003 Kadîrov, neavând încă vârsta de 30 de ani, nu putea candida la președinție. Putin refuză să modifice Constituția. Drept urmare, Alu Alhanov, ministrul de interne al Ceceniei la acea vreme și apropiatul lui Kadîrov, este ales în august 2004 președinte al republicii, obținând 73,67% din voturi.
Kadîrov devine reprezentatul districtului  Gudermesski în Consiliul de Stat al Republicii Cecenia.
Din octombrie 2004 Kadîrov deține funcția de consilier al trimisului președintelui Federației Ruse în Districtul Federal de Sud.

## Atentate
Pe 12 mai 2000 persoane necunoscute organizează un atentat. În apropierea automobilului în care se afla Ramzan Kadîrov se produce o explozie, acesta alegându-se cu răni ușoare. Învinuit de organizarea tentativei de omor este Aslan Maskhadov, unul dintre liderii mișcării de obținere a independenței.
Un alt atentat are loc pe 16 ianuarie 2001. Teroriștii pun o bombă în rețeaua de canalizare de sub autostrada federală "Caucaz" pe unde urma să treacă Ramzan Kadîrov. Kadîrov și persoanele care îl însoțeau se aleg și de această dată cu răni ușoare. 
Pe 30 septembrie 2002 persoane necunoscute deschid focul asupra mașinii în care se afla Kadîrov fiul. În urma atentatului unul dintre subalternii săi este rănit.
Pe 27 iulie 2003 în districtul Kurcialoevski este organizat un alt atentat. Atentatorul sinucigaș și o localnică își pierd viața în urma exploziei. 

## Prim-ministru
După asasinarea lui Ahmad Kadîrov (9 mai 2004) pe stadionul de fotbal din capitala cecenă, Groznîi, fiul acestuia neavând 30 de ani nu poate candida la alegerile prezidențiale . Imediat după atentat președintele rus, Vladimir Putin, îl primește la Kremlin pe Kadîrov fiul și îl asigură că îi va oferi toată susținerea de care are nevoie . La un an de la atentat Serghei Abramov, prim-ministrul Ceceniei, este grav rănit după ce este implicat într-un accident rutier. În consecință, președintele Alu Alhanov îl numește pe Ramzan Kadîrov prim-ministru interimar. În anul 2006 Kadîrov fiul devine secretar al filialei regionale a partidului "Rusia Unită". În același an, Abramov își dă demisia, iar Ramzan preia funcția de prim-ministru.

## Conflictul cu Alu Alhanov

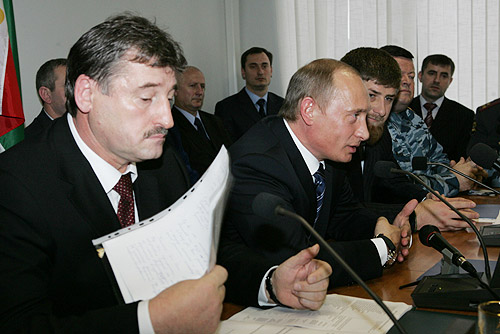
Alu Alhanov, Vladimir Putin și Ramzan Kadîrov (2005)

În 2006 Ramzan Kadîrov vrea să obțină mai multă putere și să devină conducătorul de facto al statului. Președintelui Alu Alhanov este împotriva acordării unor puteri extinse prim-ministrului republicii. În luna octombrie Kadîrov fiul urma să împlinească 30 de ani și deci putea candida la prezidențiale. În august reprezentanții Camerei Superioare a Parlamentului republicii nu aprobă candidatura lui Elmurzaev, favoritul președintelui, pentru funcția de președinte al Curții Supreme de Justiție. Președintele îl acuză pe Kadîrov că ar fi stat în spatele acestui eșec. Va urma un schimb dur de replici intens mediatizat.

## Președinte
În 2007 Alu Alhanov își dă demisia. Putin îl numește pe Kadîrov președinte interimar al Ceceniei. Pe data de 2 martie Kadîrov este ales cu 56 din 58 de voturi președinte al Ceceniei.  
Ajuns președinte Kadîrov semnează mai multe decrete cu privire la lupta împotriva terorismului. Numărul atentatelor pe teritoriul statului cecen scade considerabil. Dacă în 2005 au avut loc 111 atentate, în 2006 au fost organizate doar 74  Arhivat în 2 aprilie 2015, la Wayback Machine.. Au fost lichidate mai multe celule teroriste, distruse bazele unor grupări, arme și muniții.  
Kadîrov acordă o atenție deosebită restaurării localităților cecene. O nouă infrastructură apare în marile orașe, inclusiv în Groznîi.  

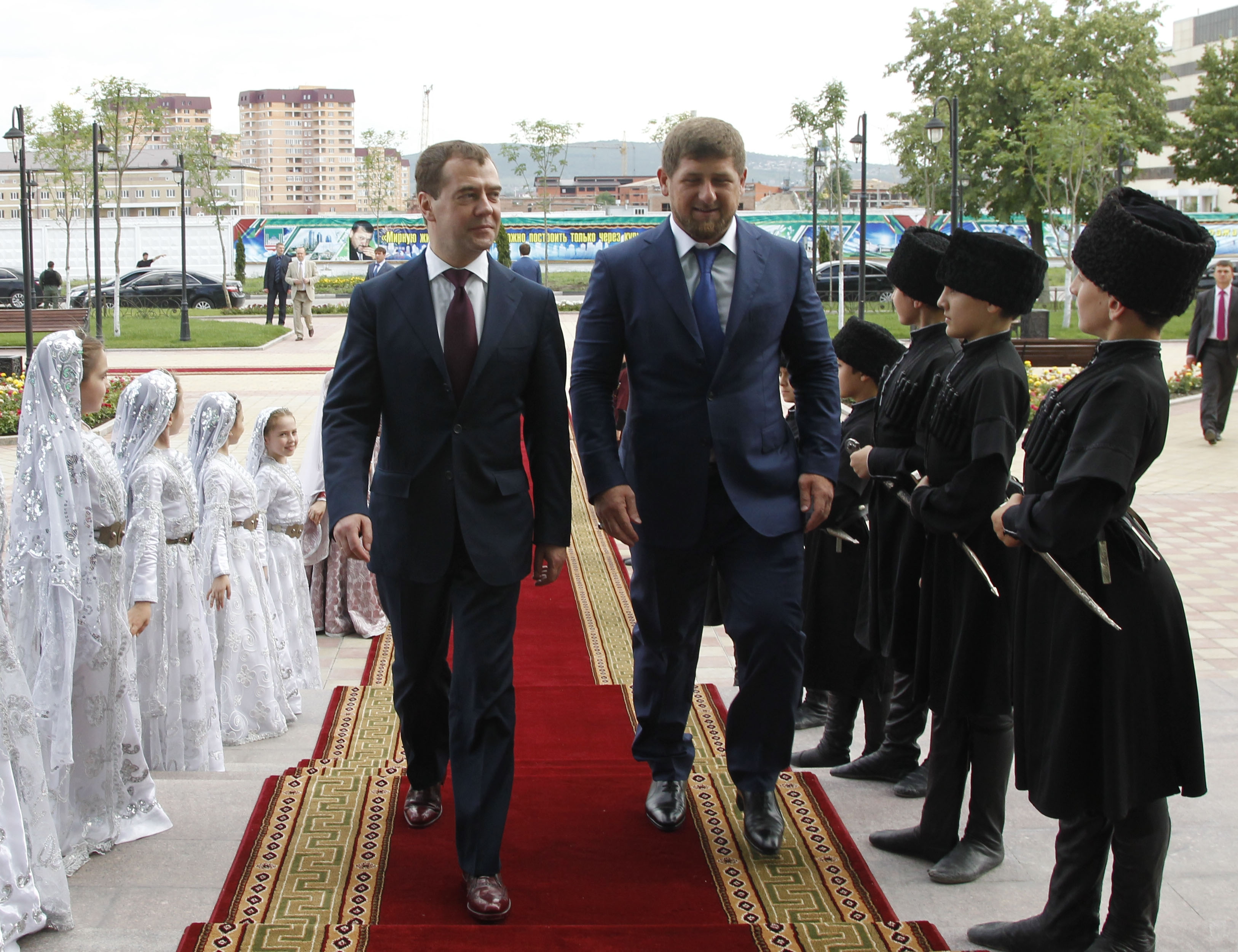
Dmitri Medvedev și Ramzan Kadîrov

## Critici
Există voci  care afirmă că Ramzan Kadîrov este cel mai bogat și mai influent om din republică, având controlul unei miliții private din care fac parte așa-numiții kadârovțî . Această miliție care a servit ca forță de securitate privată a lui Ahmad Kadîrov a fost acuzată de Human Rights Watch de răpiri și chiar asasinate la comandă.
În cadrul unei conferințe de presă din septembrie 2003 candidatul la alegerile prezidențiale din Cecenia, Malik Saidullaev, a declarat că subalternii săi sunt răpiți, persecutați și torturați de oamenii lui Ramzan Kadîrov. Și alți oameni politici și de afaceri importanți au adus acuzații de același fel la adresa lui Kadîrov. 
Potrivit organizației "Memorial", în intervalul 2006-2008 au fost înregistrate peste 250 de răpiri, 15 dintre acestea soldându-se cu moartea celor răpiți. Human Rights Watch îl acuză pe Kadîrov și de aplicarea pedepsei colective: dacă cineva se alătură wahhabiților (numiți de Kadîrov shayāṭīn sau diavoli ), casele rudelor acestei persoane sunt incendiate. 
Unii autori vorbesc despre stilul autoritar al președintelui Ramzan Kadîrov. Conform lor, liderul cecen încearcă să-i intimideze pe toți cei care critică regimul și politicile acestuia, cât și pe cei care îndrăznesc să vorbească despe încălcarea drepturilor omului sau corupție.

## Sufism și wahhabism
Alături de tatăl său Ramzan Kadîrov a luptat de-a lungul mai multor ani împotriva extremismului religios, familia Kadîrov fiind adeptă a sufismului.

## Viața personală
Ramzan Kadîrov este căsătorit cu Medni Kadîrova, născută în 1978 în Țentoroi-Iurt. Cei doi se cunosc încă din liceu și au opt copii (trei băieți și cinci fete). Medni Kadîrova desfășoară diverse activități caritabile. Aceasta este designer vestimentar, fiind fondatoarea casei de modă Firdaws  Arhivat în 17 mai 2014, la Wayback Machine.. Câțiva dintre copiii familiei Kadîrov sunt huffāẓ, reușind să memoreze întregul Coran. Mama liderului cecen, Aiman Kadîrova, este președinta Fondului Regional Ahmad Kadîrov, organizație care alocă fonduri pentru diferite activități legate de dezvoltarea țării. Fondul finanțează construirea școlilor și grădinițelor, a moscheilor și școlilor coranice de tip madrassa.

## Legături externe
- ru  Site oficial Arhivat în 16 aprilie 2007, la Wayback Machine.
- Ramzan Kadîrov pe Instagram
- Articol de Steve Rosenberg, Kadyrov's Chechnya rises from the ashes, but at what cost? (BBC, 17 septembrie 2012)
- Interviu Ramzan Kadîrov (RT, 19 aprilie 2011)
- Interviu Ramzan Kadîrov (RenTV, 2013)
- Ramzan Kadîrov despre sufism și wahhabism (ImamTV, 2012)
- Ramzan Kadîrov despre extremismul cecen (Rusia24, Aprilie 2013)

| Funcții politice        | Funcții politice                      | Funcții politice |
| ----------------------- | ------------------------------------- | ---------------- |
| Predecesor: Alu Alhanov | Președinte al Ceceniei 2007 – prezent | În funcție       |